# Austromorium hetericki
Austromorium hetericki là một loài kiến, được Shattuck, S. O. phát hiện và mô tả vào năm 2009.